# Provinciale weg 967
De provinciale weg 967 (N967) is een provinciale weg in de Nederlandse provincie Groningen. De weg vormt een verbinding tussen de N367 ten noorden van Winschoten en Finsterwolde. De weg bevindt zich ten zuidoosten van het Oldambtmeer en geldt daarom als belangrijke ontsluitingsweg voor Blauwestad.
De weg is uitgevoerd als tweestrooks-erftoegangsweg met een maximumsnelheid van 60 km/h. Ten zuiden van Ekamp heet de weg Nieuweweg en Oostereinde, tussen Ekamp en Finsterwolde heet de weg Ekamperweg.
N34 · N46 · N351 · N353 · N354 · N355 · N356 · N357 · N358 · N359 · N360 · N361 · N362 · N363 · N364 · N365 · N366 · N367 · N368 · N369 · N370 · N371 · N372 · N373 · N374 · N375 · N376 · N377 · N378 · N379 · N380 · N381 · N382 · N383 · N384 · N385 · N386 · N387 · N388 · N390 · N391 · N392 · N393 · N398

N851 · N852 · N853 · N854 · N855 · N856 · N857 · N858 · N860 · N861 · N862 · N863 · N865 · N910 · N913 · N917 · N918 · N919 · N924 · N927 · N928 · N962 · N963 · N964 · N966 · N967 · N969 · N972 · N973 · N974 · N975 · N976 · N977 · N978 · N979 · N980 · N981 · N982 · N983 · N984 · N985 · N986 · N987 · N988 · N989 · N990 · N991 · N992 · N993 · N994 · N995 · N996 · N997 · N998 · N999

Cursief vermelde wegen zijn voormalige provinciale wegen.